# Александрув (гміна, Пйотрковський повіт)
Гміна Александрув (пол. Gmina Aleksandrów) — сільська гміна у центральній Польщі. Належить до Пйотрковського повіту Лодзинського воєводства.
Станом на 31 грудня 2011 у гміні проживало 4408 осіб.

## Площа
Згідно з даними за 2007 рік площа гміни становила 144.02 км², у тому числі:
- орні землі: 61.00%
- ліси: 32.00%

Таким чином, площа гміни становить 10.08% площі повіту.

## Населення
Станом на 31 грудня 2011:
| Опис     | Загалом | Загалом | Чоловіки | Чоловіки | Жінки | Жінки |
| -------- | ------- | ------- | -------- | -------- | ----- | ----- |
| одиниця  | осіб    | %       | осіб     | %        | осіб  | %     |
| все      | 4408    | 100     | 2171     | 49.25    | 2237  | 50.75 |
| міське   | 0       | 100     | 0        |          | 0     |       |
| сільське | 4408    | 100     | 2171     | 49.25    | 2237  | 50.75 |

## Сусідні гміни
Гміна Александрув межує з такими гмінами: Жарнув, Мнішкув, Парадиж, Пшедбуж, Ренчно, Сулеюв.